# Christus (Liszt)

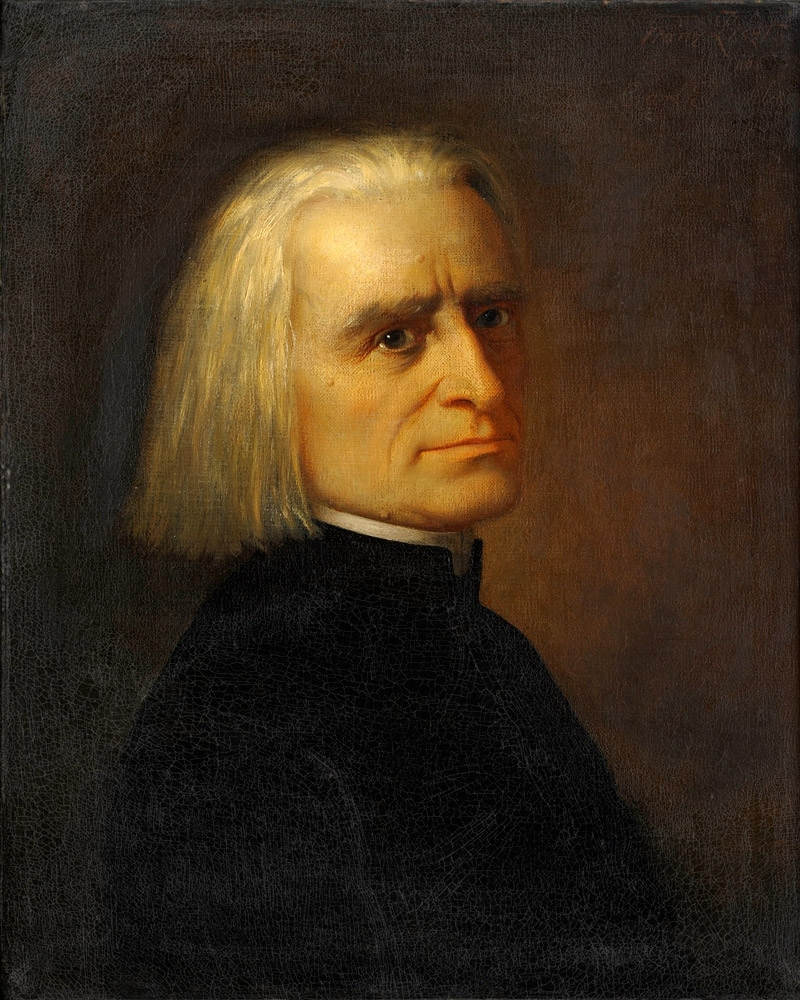
Franz Liszt, Gemälde von Carl Ehrenberg, 1868

Christus ist ein Oratorium von Franz Liszt.

## Entstehung
Es entstand zwischen 1862 und 1866 und ist nach der Legende von der heiligen Elisabeth das zweite Oratorium aus der Feder des ungarischen Komponisten. Nachdem die von Liszt für das Textbuch favorisierten Georg Herwegh und Peter Cornelius ausfielen, stellte Liszt selbst die zu vertonenden Bibelstellen zusammen. Nach einigen Teilaufführungen im Jahr 1866 kam es am 29. Mai 1873 zur Uraufführung des gesamten Werkes in Weimar. Selbst Freunde von Liszt reagierten damals kühl auf das Werk. Aufführungen zu Beginn des 20. Jahrhunderts begeisterten Schönberg, Webern und Richard Strauss. Das Werk wird seit 1970 wieder häufiger aufgeführt und ist mehrfach auf CDs eingespielt; eine korrigierte Neuauflage (Bärenreiter Verlag, Kassel) ist im September 2006 in Weimar und Görlitz und 2016 in Kassel aufgeführt worden. Das Werk hat eine Aufführungsdauer von ca. 180 Minuten.

## Handlung
Bei Liszts Christus handelt es sich nicht um eine Vertonung von Jesu Lebens- und Leidensweg im klassischen Sinn. Liszts Absicht war es, die christlichen Werte wie Liebe und Frieden in ihm zu wecken. Einen Schwerpunkt im Werk bildet der Satz Nr. 12, Stabat mater dolorosa, der alle Verse aus der liturgischen Sequenz des Mittelalters enthält.

## Satzbezeichnungen
Motto – Veritatem autem facientes in caritate
- Weihnachtsoratorium
  - Nr. 1 – Einleitung: Rorate coeli (zitiert die Gregorianische Melodie)
  - Nr. 2 – Pastorale und Verkündigung des Engels
  - Nr. 3 – Stabat mater speciosa
  - Nr. 4 – Hirtenspiel an der Krippe
  - Nr. 5 – Marsch der heiligen drei Könige
- Nach Epiphanias
  - Nr. 6 – Die Seligpreisungen
  - Nr. 7 – Pater noster
  - Nr. 8 – Gründung der Kirche: Tu es petrus
  - Nr. 9 – Das Wunder
  - Nr. 10 – Der Einzug in Jerusalem
- Passion und Auferstehung
  - Nr. 11 – Tristis est anima mea
  - Nr. 12 – Stabat mater dolorosa
  - Nr. 13 – O filii et filiae (Oster-Hymnus)
  - Nr. 14 – Resurrexit. Christus vincit